# Brugairolles
Brugairolles – miejscowość i gmina we Francji, w regionie Oksytania, w departamencie Aude.
Według danych na rok 1990 gminę zamieszkiwało 207 osób, a gęstość zaludnienia wynosiła 24 osoby/km². Wśród 1545 gmin Langwedocji-Roussillon Brugairolles plasuje się na 703. miejscu pod względem liczby ludności, natomiast pod względem powierzchni na miejscu 823.